# Bahnhof Schillingen

Der Bahnhof Schillingen war ein Durchgangsbahnhof am Streckenkilometer 33,43 der stillgelegten Hochwaldbahn zwischen Trier Hbf und Hermeskeil.
Er lag in der Nähe der Gemeinde Schillingen auf der Gemarkung der Gemeinde Mandern beim Weiler Niederkell und der Gemeinde Waldweiler im Landkreis Trier-Saarburg in Rheinland-Pfalz.
Die Bahnstation bestand von 1889 bis 1998, wobei der Personenverkehr bis 1981 und danach nur noch Güterverkehr stattfand.
Das Bahnhofsgebäude wurde 1912 erbaut und 1983 abgebrochen.
Nahe dem früheren Bahnhof liegt das noch heute in Betrieb befindliche Bilsteinwerk.
Auf der ehemaligen Bahntrasse verläuft heute der Ruwer-Hochwald-Radweg.

## Geschichte
Bis 1907 bestand der Bahnhof nur aus einem Durchfahrtgleis mit Bahnsteig, dann wurde links und rechts davon jeweils ein Verladegleis gebaut. 
1908 wurden Kreuzungsgleise im Bahnhof errichtet, sodass nun Zugkreuzungen möglich waren.
In der Folgezeit wurden auch Rampen und Anschlussgleise für das Bilsteinwerk errichtet. Bei diesem Ausbau musste der Bahnübergang verlegt werden. Die dabei entstandene Kurve in der Straße ist bis heute erhalten.
Nach Einstellung des Personenverkehrs im Jahr 1981 fand im Bahnhof nur noch Güterverkehr statt. Der Güterverkehr kam in der Regel nur noch aus Richtung Hermeskeil, da der Abschnitt zwischen dem Bahnhof Schillingen und dem Bahnhof Zerf nicht mehr planmäßig befahren wurde. Außer den Güterzügen durchfuhren auch Militärzüge den Bahnhof.
Ab 2005 entstand auf der ehemaligen Bahntrasse der Ruwer-Hochwald-Radweg.
Am 25. Mai 2017 fand im Bahnhof Schillingen das „Radwegfest“ statt.

## Bahnhofsgebäude und Bahnhofsumfeld
Das Bahnhofsgebäude unterschied sich hinsichtlich seiner Bauform von den älteren Gebäuden der Hochwaldbahn in Ruwer, Pluwig, Zerf oder Kell. In Schweppenhausen (an der Hunsrückquerbahn) sowie an der Nims-Sauertalbahn wurden diesem Bautyp ähnelnde Bahnhofsgebäude in der Zeit um 1912 erstellt. Die Gebäude aus verputztem Ziegelsteinmauerwerk sind geprägt vom Landhaus- bzw. Heimatschutzstil und fallen durch tief heruntergezogene Walmdächer mit Mittelgiebel auf.
Ab den 1960er Jahren wurde die Schranke am Bahnhof mit Lichtsignal betrieben, später jedoch wieder durch eine mechanische Schranke ersetzt und im Rahmen der Rückbaumaßnahmen abgebaut. Das Bahnhofsgebäude wurde vermutlich bereits vor 1980 nicht mehr betrieblich genutzt. Seinerzeit wurde ein Betonschalthaus errichtet, da in den 1960er und 1970er Jahren der Verkehr auf Zugleitbetrieb umgestellt wurde. 
Ab den 1990er Jahren wurde der Bahnhof bis auf ein Gleis zurückgebaut. Nach der Stilllegung 1998 wurde im Rahmen der Umwandlung der Bahnstrecke in einen Radweg auch dieses Gleis entfernt.